# Kozan (district)
Pour les articles homonymes, voir Sis.
Kozan (prononcé en turc [kozɑn], anciennement Sis en arménien : Սիս) est un district de Turquie, dans la province d'Adana, dans l'ancienne Cilicie.

## Histoire
Au Moyen Âge, la ville est connue sous le nom de Sis. Elle est de 1186 à 1375 la capitale du royaume arménien de Cilicie. Elle est également le siège du Catholicos d'Ani de 1292 à 1441, puis celui du Catholicos arménien de Cilicie jusqu'en 1919.
Partzerpert (Haut Château), écrit aussi Bartzerberd ou Bartzerbert, est une place forte qui se situait au nord-ouest de Sis.
Kozan possède sa propre forteresse au sud de la ville.

## Galerie

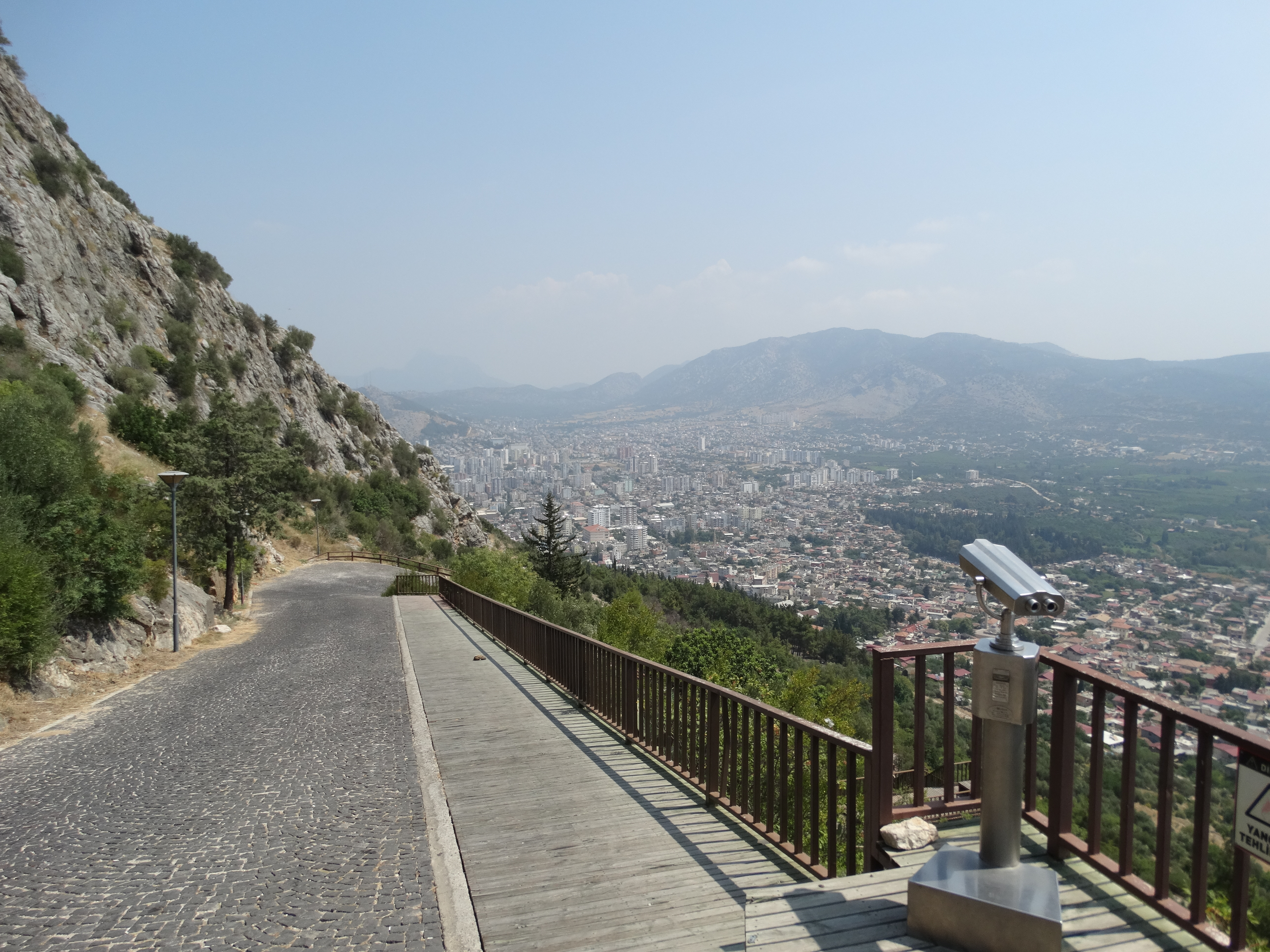
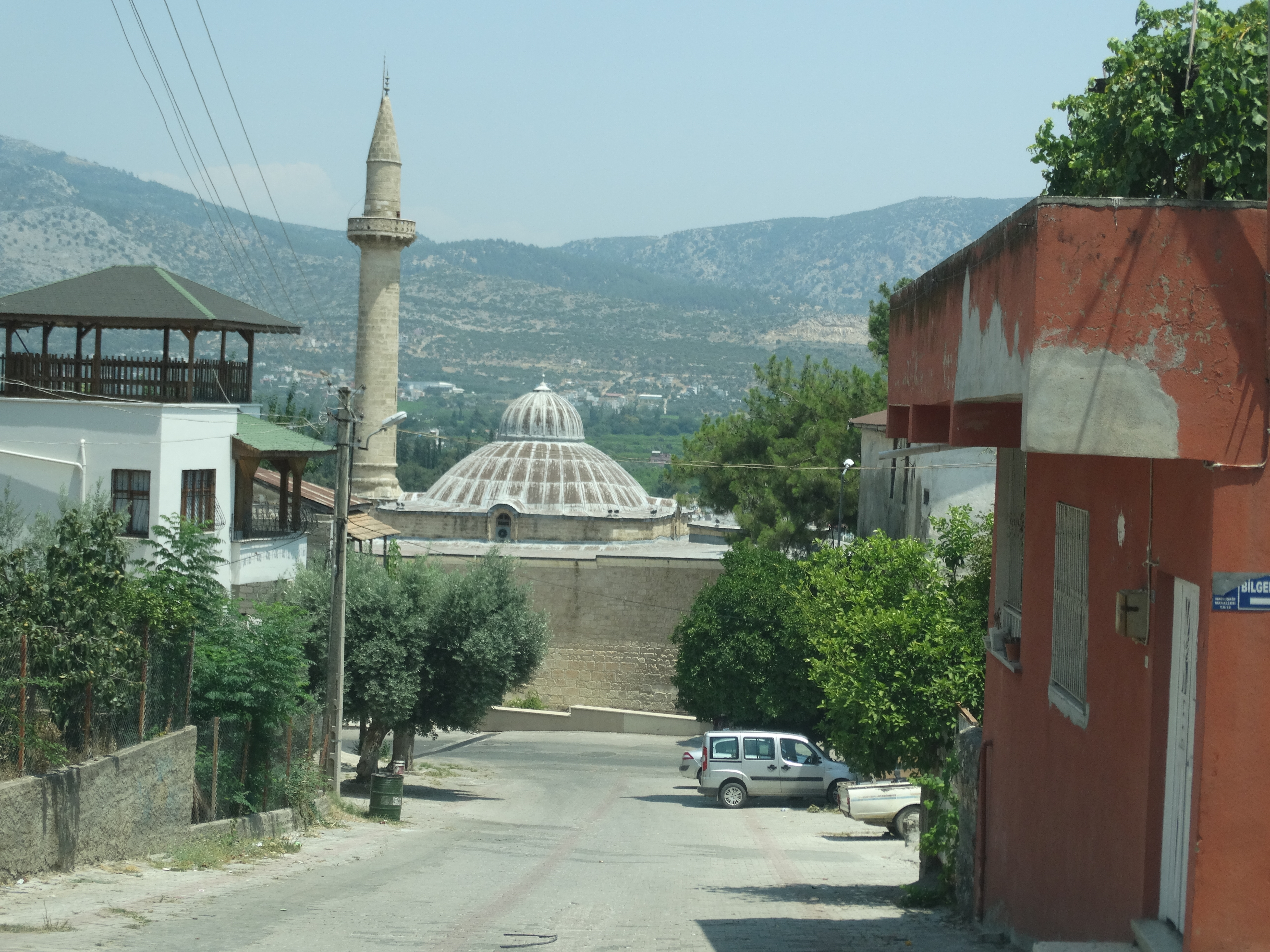
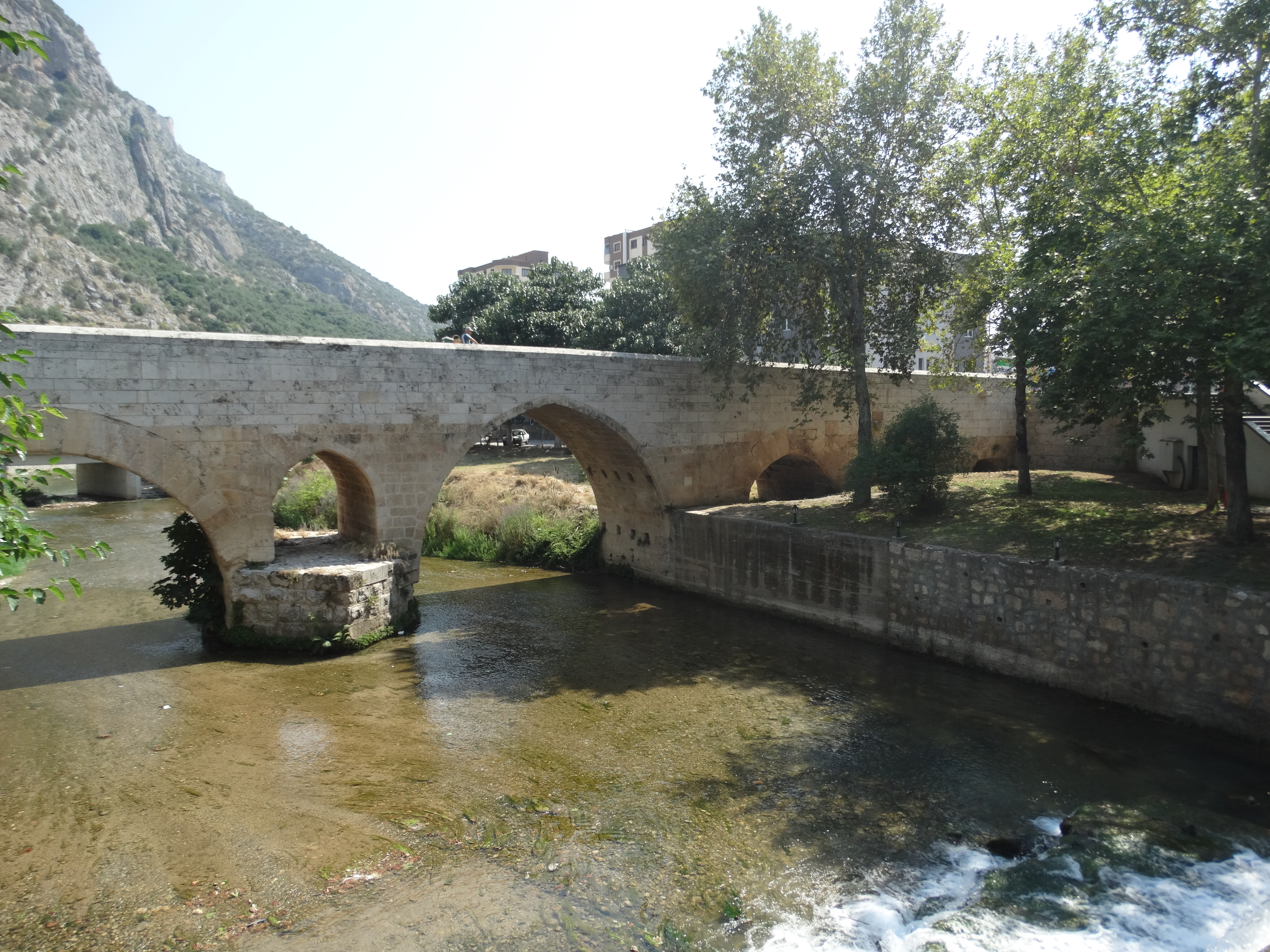
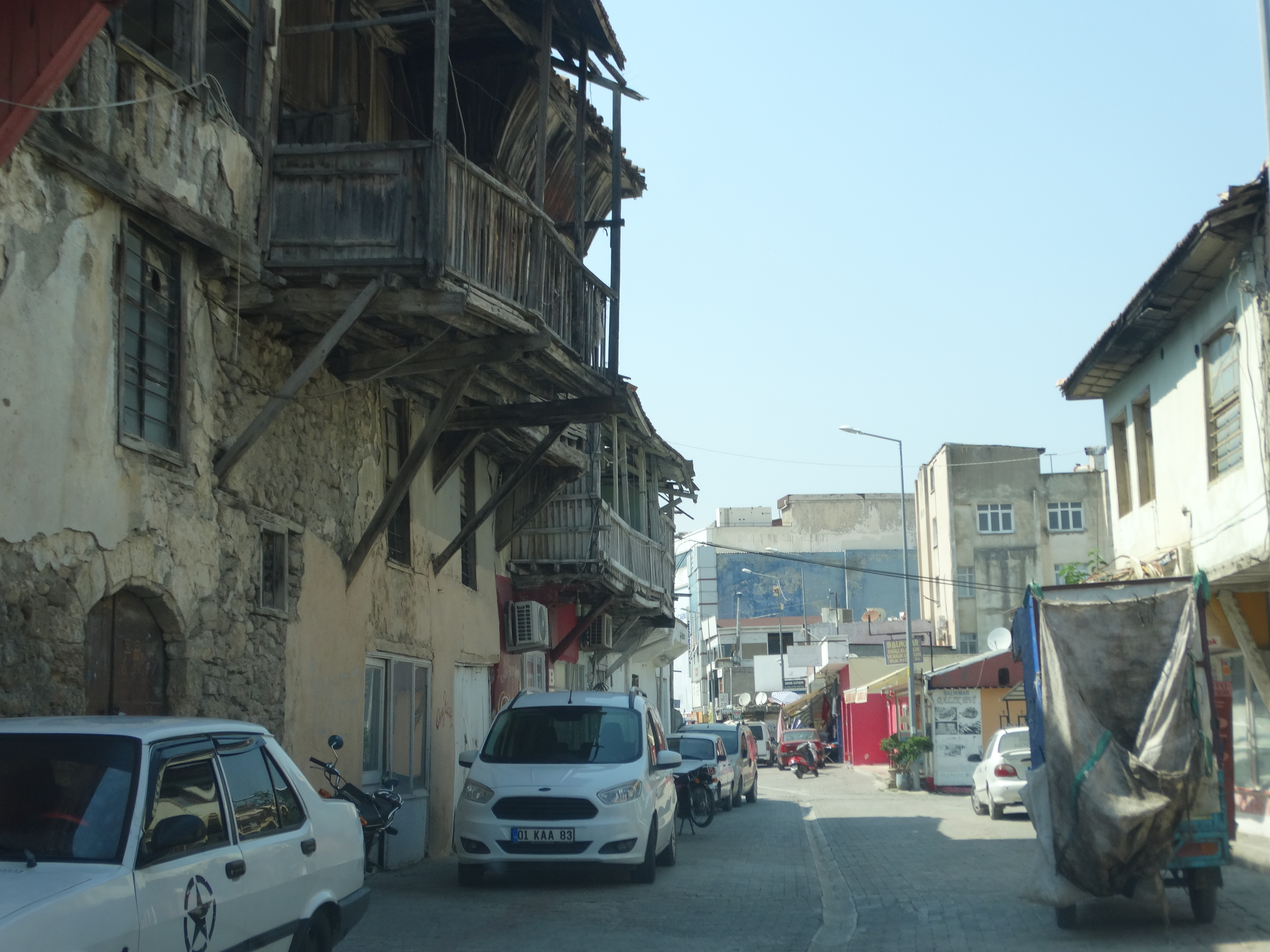
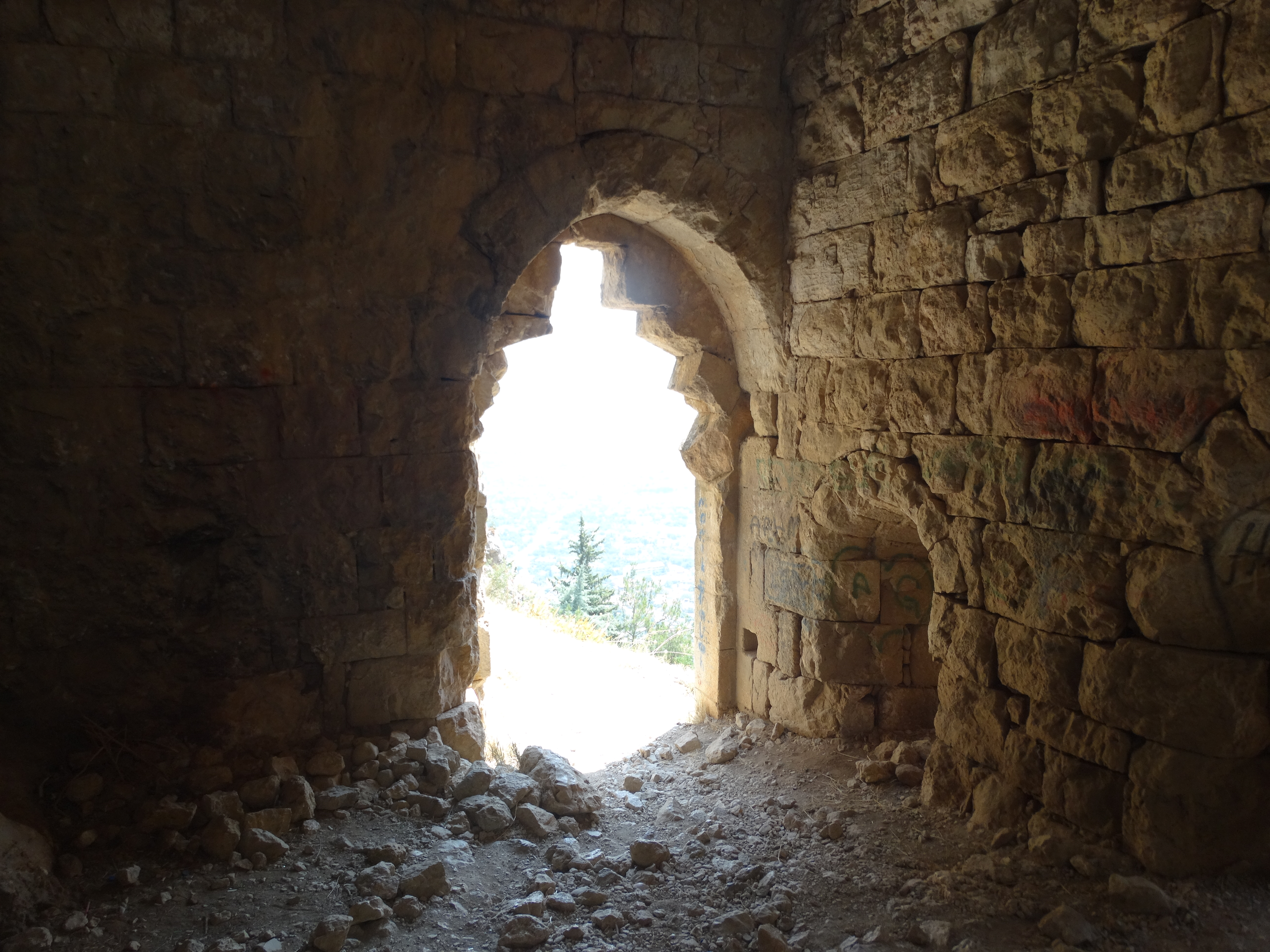
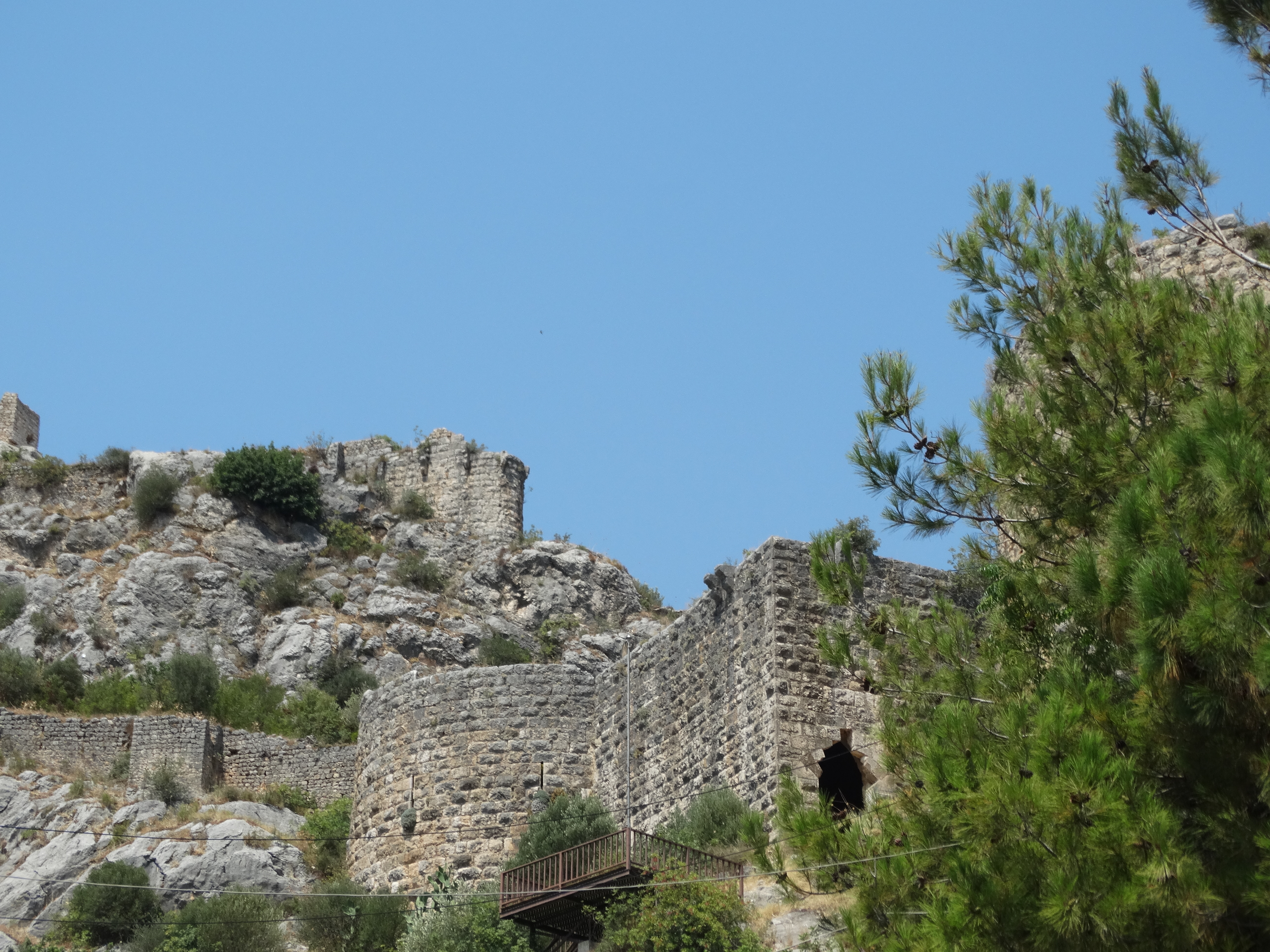
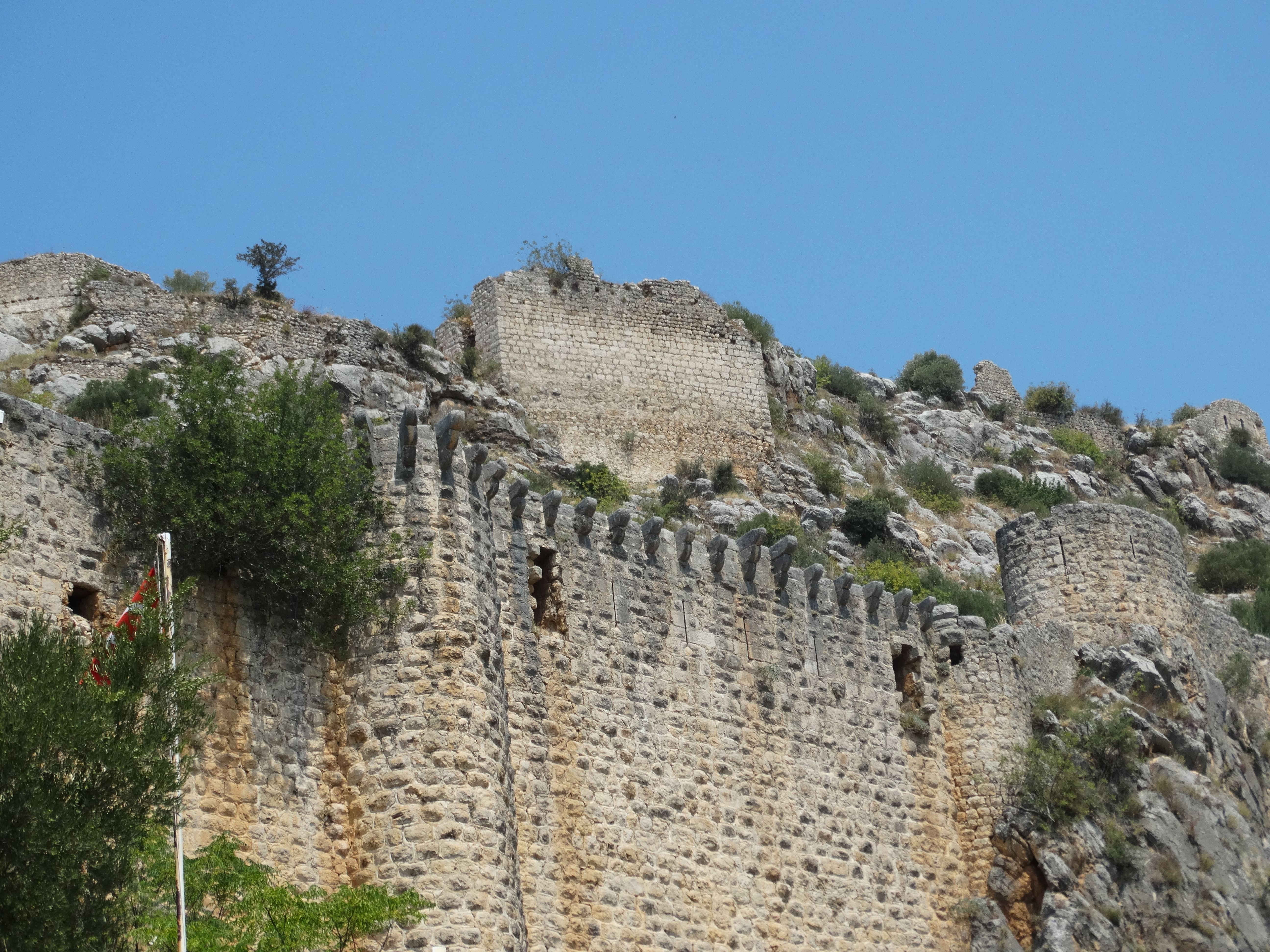